# Chevrolet Malibu
Pour les articles homonymes, voir Malibu.
Ne doit pas être confondu avec Chevrolet Chevy Malibu.
La Chevrolet Malibu (nommée en l’honneur de la ville côtière de Malibu, Californie) est un véhicule de type intermédiaire du constructeur automobile américain Chevrolet, propriété de General Motors (GM). La Malibu est produite aux États-Unis et vendue aux États-Unis, au Canada, au Mexique et en Israël.

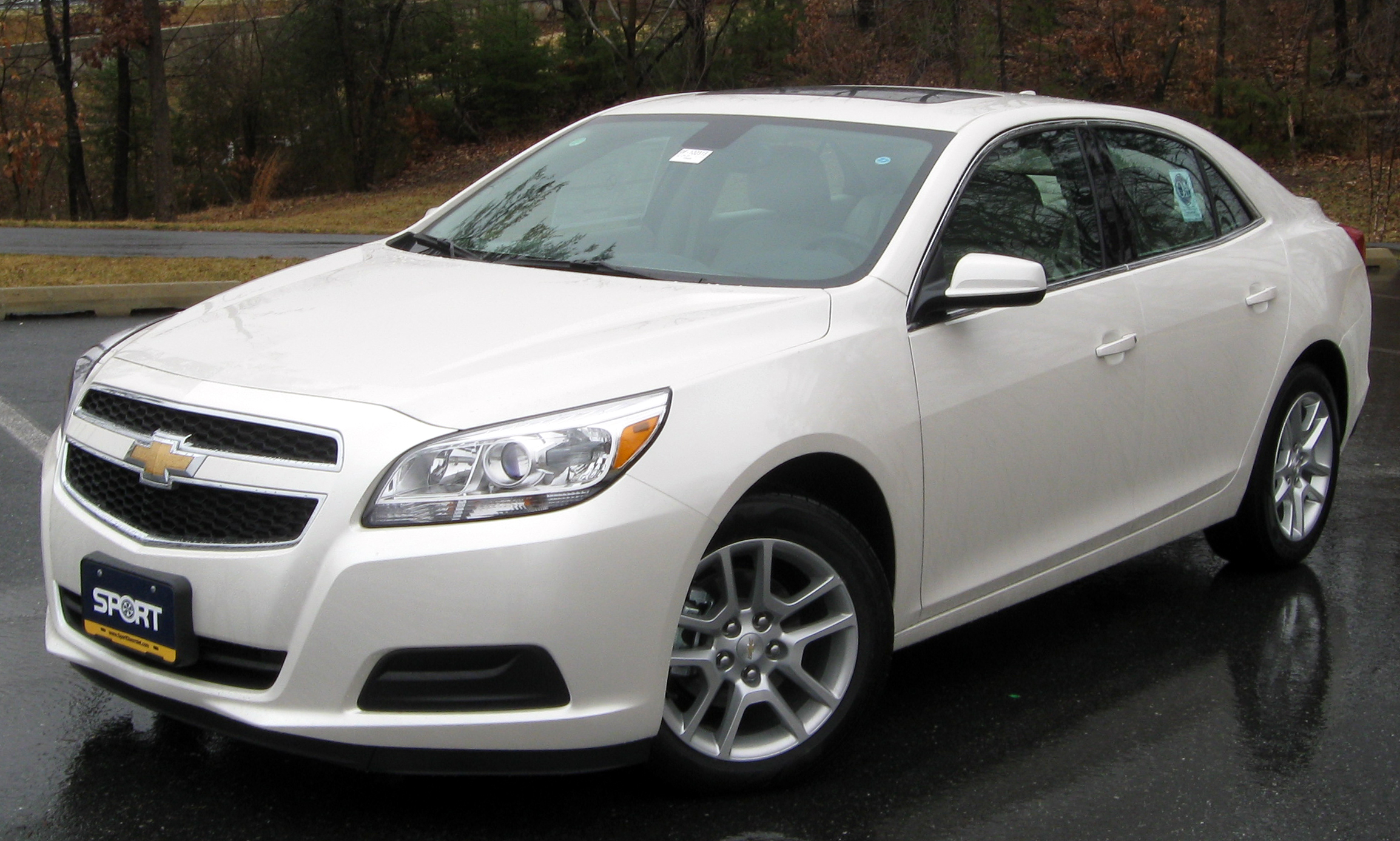
Chevrolet Malibu 2013

## Première génération (1964-1967)
Produite dès 1964, la première Malibu est la version la plus luxueuse de la Chevrolet Chevelle, une « Pony car ». Elle est vendue sous le nom de Chevelle Malibu.
La première Malibu était une finition haut de gamme de la Chevrolet Chevelle de taille moyenne de 1964 à 1972. Les Malibu étaient généralement disponibles dans une gamme complète de styles de carrosserie, y compris une berline à quatre portes, un toit rigide Sport Coupe à deux portes, un cabriolet et un break deux places. Les intérieurs étaient plus somptueux que les modèles Chevelle 300 et 300 Deluxe moindres grâce aux tissus à motifs et à la sellerie en vinyle (tout en vinyle dans les cabriolets et les break), la moquette à torsion profonde, le volant de luxe et d'autres articles. La Malibu SS n'était disponible qu'en tant que toit rigide Sport Coupe à deux portes ou convertibles et ajoutés sièges baquets, console centrale (avec transmissions manuelles ou Powerglide à quatre vitesses en option), jauges de moteur et enjoliveurs spéciaux, et offert avec n'importe quel moteur six cylindres ou V8 offert dans d'autres Chevelle - avec l'option supérieure étant un moteur 327 (5,4 L) de 304 ch (224 kW) en 1964.
Pour 1965, les Malibu et autres Chevelle ont reçu de nouvelles calandres et des sections de queue révisées et ont remplacer les tuyaux d'échappement mais ont conservé le même style de base et les mêmes styles de carrosserie que les modèles de 1964. Les modèles Malibu et Malibu SS ont continué comme avant avec une calandre noircie et des enjoliveurs spéciaux pour la SS. Le meilleur moteur était désormais un V8 de 355 ch (261 kW) de 5,4 L.
La Malibu SS a été remplacée en 1966 par une nouvelle série Chevelle SS-396 qui comprenait un gros moteur V8 de 6,5 L (le marché canadien n'a pas reçu la SS396 mais a commercialisé l'ancienne plaque signalétique Malibu SS jusqu'en janvier 1967, date à laquelle elle a été éliminée), des suspension robuste et autres équipements de performance. Les autres équipements de la SS-396 étaient similaires aux Malibu Sport Coupe et cabriolets, y compris une banquette tout en vinyle. Les sièges baquets et la console avec changement de vitesses au plancher étaient désormais en option sur la SS et pour 1966, la SS désignait désormais une voiture avec un moteur à gros bloc, les sièges baquets sont devenus une nouvelle option sur les Malibu Sport Coupe et cabriolet ordinaire, sur lequel des moteurs six cylindres ou V8 petit bloc peuvent être commandés. Autre nouveauté pour 1966: la Chevelle Malibu à toit rigide Sport Sedan quatre portes. Révisions de style sur toutes les Chevelle de 1966, y compris un style plus arrondi similaire aux Chevrolet full-size avec panneaux de voile et vitres arrière tunnel présentées sur les coupés à toit rigide à deux portes.
Pour 1967, le même assortiment de styles de carrosserie a été poursuivi avec des changements de style similaires à toutes les autres Chevelle, y compris une nouvelle calandre et une section de queue révisée avec des feux arrière qui s'enroulaient sur le côté. La nouveauté de cette année était un break Chevelle Malibu Concours avec garniture de panneau latéral extérieur en similibois simulé. Les freins à disque avant étaient une nouvelle option avec un lecteur de bande stéréo à 8 pistes. Le même assortiment de transmissions reporté de 1966 avec le V8 supérieur de 5,4 L est passé de 355 à 330 ch (261 à 242 kW).

## Deuxième génération (1968-1972)
Les Malibu et toutes les autres Chevelle ont été entièrement redessinées pour 1968 avec des lignes de toit semi-fastback sur les toits durs à deux portes et des empattements divisées à 2 845 mm sur les modèles à deux portes et 116 pour les berlines à quatre portes et les break. Les moteurs proposés comprenaient un nouveau V8 de 5,0 litres d'une puissance de 203 ch (149 kW) qui remplaçait le V8 de 4,6 litres qui avait servi de V8 de base depuis l'introduction de la Chevelle en 1964. À l'intérieur se trouvait un nouveau tableau de bord avec des jauges rondes dans des cosses carrées similaires à ce qui apparaîtrait dans les Camaro l'année suivante. Une nouveauté pour 1968 était l'option de luxe Concours pour les berlines et coupés Malibu qui comprenait des banquettes en tissu ou en vinyle améliorées, des panneaux de porte inférieurs recouverts de moquette, des garnitures en similibois sur le tableau de bord et les panneaux de porte, une console centrale et un levier de vitesses au plancher (uniquement avec le toit rigide et le cabriolet, qui a été partagé avec les plaques signalétiques SS396) et plaques signalétiques Concours. Il y avait à nouveau un break Concours Estate haut de gamme avec garniture simulée en similibois qui avait les mêmes aménagements intérieurs et extérieurs que les berlines Malibu.
De nouvelles calandres et un coffre arrière avec des feux arrière révisés ont mis en évidence les Malibu de 1969 et d'autres Chevelle. Les tableaux de bord ont été révisés et les appuie-tête des sièges avant sont désormais des équipements standard en raison du mandat fédéral en matière de sécurité. Le contacteur d'allumage est passé du tableau de bord à la colonne de direction et est également doublé en tant que blocage du volant. Le moteur 307 est resté le V8 de base, mais les moteurs 327 ont été remplacés par de nouveaux V8 de 5,7 L de 259 et 304 ch (190 et 224 kW). La transmission Turbo Hydra-Matic à trois vitesses de GM, auparavant uniquement disponible sur les Chevelle SS-396 (RPO M40), était désormais disponible sur tous les modèles avec tous les moteurs (les THM400 étaient utilisés avec la 396 tandis que le THM350 (RPO M38) a été introduit pour la première fois avec la Camaro et la Nova) a été introduit progressivement avec les petits blocs en option, y compris les V8 petits blocs et les six cylindres qui, les années précédentes, n'étaient disponibles qu'avec le Powerglide à deux vitesses. Une finition Chevelle 300 de police (berline à 4 portes à colonnes) était disponible pour l'année modèle 1969 qui est venu avec le code L35 396 - elle a été construite en quelques chiffres lorsque la Chrysler Corporation a tenu le marché pour les ordonnances d'application de la loi. Certaines Chevelle 300 de 1964 et 1965 sont venus avec le pack de police BO7, mais étaient propulsés par le six cylindres en ligne.
Pour 1970, la Malibu était initialement la seule série de Chevelle offerte, à part la SS-396 et la nouvelle SS-454, car les modèles bas de gamme 300 et 300 Deluxe ont été abandonnés pour le marché américain (elles ont continué au Canada jusqu'en 1972), qui a également éliminé les coupés à deux portes à colonnes de la gamme Chevelle - qui n'ont jamais été inclus dans la série Malibu. De nouvelles calandres, un coffre arrière avec feux arrière rentrés dans le pare-chocs et une ligne de toit révisée sur la Sport Coupe a mis en évidence les changements de cette année. Le moteur six cylindres standard est passé de 3,8 L à 4,1 L de 157 ch (116 kW), tandis que le même assortiment de V8 a été conservé avec l'ajout d'un V8 400 (6,6 L) de 335 ch (246 kW) sur les Chevelle non SS. Au milieu de l'année, la Malibu a été rejointe par des modèles Chevelle de gamme inférieure qui étaient simplement appelés Chevelle de base dans les berlines à quatre portes et les hardtop à deux portes.
En 1971, les Malibu et toutes les autres Chevelle ont obtenu une nouvelle calandre entourée de phares simples remplaçant les doubles des années précédentes, et quatre feux arrière ronds similaires aux Camaro et Corvette étaient situés dans le pare-chocs. Tous les moteurs ont été désaccordés pour utiliser de l'essence sans plomb à faible indice d'octane cette année, conformément à la politique de GM, comme première étape vers les voitures équipées de convertisseurs catalytiques prévues pour 1975 et les modèles ultérieurs qui nécessiteraient du carburant sans plomb.
Seules de nouvelles calandres ont mis en évidence la Malibu de 1972 et d'autres Chevelle. Tous les styles de carrosserie ont été reportés de 1971, mais 1972 serait la dernière année pour les toits durs et les cabriolets comme les Chevelle redessinées était initialement prévues pour cette année, mais retardées jusqu'en 1973, présenteraient un style Colonnade avec des piliers latéraux et des fenêtres de portes sans cadre. La Chevelle de 1972 a également été commandée avec la finition de police qui utilisait le RPO 9C1 (qui est devenu le code SEO (option de service) par défaut pour les finitions des Chevrolet PPV suivantes).

## Quatrième génération (1978-1983)
Pour l’année 1978, le nom Malibu, qui avait été l'insigne le plus vendu de la gamme, remplace définitivement le nom Chevelle pour tous les modèles intermédiaires Chevrolet, à l’exception de la Monte Carlo, un modèle coupé. Le modèle est de dimensions réduites en comparaison avec les modèles intermédiaires Chevrolet précédents. Il s'agissait de la deuxième plaque signalétique de Chevrolet réduite, après l'exemple de la Chevrolet Caprice de 1977. La nouvelle plate-forme plus efficace était plus courte de 305 mm et avait perdu 230 à 450 kg par rapport aux versions précédentes, tout en offrant un espace de coffre, un espace pour les jambes et un espace pour la tête accrus. Seuls deux niveaux de finition étaient proposés - Malibu et Malibu Classic. La série Malibu Classic Landau avait un travail de peinture bicolore sur les parties supérieure et inférieure de la carrosserie et un toit en vinyle. Cette génération a présenté la famille de moteurs V6 90° de Chevrolet , avec le V6 200(3,3 L) comme moteur de base de la toute nouvelle Chevrolet Malibu de 1978, ainsi que le V6 229(3,8 L) et le V8 305 (5,0 L) en option construit par Chevrolet. Les moteurs 200 et 229 étaient essentiellement un V8 petit bloc, avec une paire de cylindres en moins. Les faces avant et arrière du pavillon étaient identiques à celles du petit V8. Le moteur 231 était un produit de Buick et comportait un distributeur avant.
Trois carrosseries sont produites, (familial, berline et coupé) et la conception a également été utilisée comme base pour le pick-up El Camino avec son propre châssis. La berline avait initialement une ligne de toit notchback conservatrice à six fenêtres. Cela contrastait avec les lignes de toit fastback inhabituelles adoptées par les divisions Oldsmobile et Buick qui reviendraient plus tard à un style de pilier plus formel. Pour augmenter l'espace aux hanches aux places arrière (et encourager plus de commandes pour le climatiseur à haut rendement), les fenêtres des portes arrière des berlines à quatre portes été fixes, tandis que les breaks avaient de petits évents mobiles. Les régulateurs de vitre arrière n'étant plus nécessaires, Chevrolet a pu encastrer les repose-bras de porte dans la cavité de la porte, ce qui entraîne quelques centimètres supplémentaires d'espace pour les places arrière. Les clients se sont plaints du manque de ventilation aux places arrière. Cette conception a sans aucun doute contribué au nombre d'unités de climatisation d'usine vendues avec les voitures, au profit de General Motors et des concessionnaires Chevrolet. Pour l'année modèle 1981, les berlines ont adopté un profil à quatre fenêtres et une ligne de toit verticale à colonnes «formelles». Le modèle coupé sera produit jusqu'à cette année, car la Monte Carlo a pris la position de coupé 2 portes pour le marché. Pour 1982, la Malibu a été revisitée avec un style avant plus carré, marqué par des quadruples phares avec de longs clignotants minces en dessous. Le look rappelait beaucoup la Chevrolet Caprice, récemment rénové. Pour 1983, les Malibus ont gagné un badge « Malibu » de style bloc sur les ailes avant pour remplacer le script de style cursif situé sur les panneaux de quart arrière des années modèle précédentes.
Chevrolet a envisagé la production d'une version sportive de la Malibu. Une version sport coupé, appelée la Black Sterling, est apparue lors des salons automobiles en 1978 avec une peinture noire sur argent deux tons, un aileron arrière, ce qui semblait être des roues de 15 pouces et présumément le moteur 350 V8 qui n’était disponible que dans la Malibu familiale et dans la Chevrolet El Camino. La Black Sterling n’a cependant jamais été produite et elle est tombée dans l’oubli.
Aucun modèle Super Sport (SS) n'est sorti des usines entre 1978 et 1983, seul l’El Camino pouvait porter l’emblème « SS ». Une version très rare de la Malibu 1980, la M80, est une version qui était disponible seulement chez les concessionnaires de Caroline du Nord et de Caroline du Sud, et ce dans le but de faire revivre l’ère des muscle cars. Le modèle était principalement orienté vers une clientèle aimant les courses de la Nascar et qui visitaient régulièrement le circuit ovale de Darlington (Darlington Raceway). Aujourd’hui, il n’est pas possible de savoir combien de ces véhicules ont été produits ni combien il en reste sur les routes; les estimations la situent autour de 1 901 voitures. Toutes les M80 devaient être blanches avec des sièges baquets bleu foncé et un intérieur avec une console centrale. La M80 de base était un coupé sport à deux portes équipé du groupe de suspension sport F41 et de la transmission V8 (142 ch (104 kW) ) normale. L'option M80 a ajouté deux bandes skunk bleu foncé sur le dessus et une bande de porte inférieure avec l'identification M80. La finition ajouté également des becquets avant et arrière et des roues rallye en acier de 1981 (provenant de la Monte Carlo de 1980).
La Malibu quatre-portes était aussi utilisée dans les flottes de véhicules gouvernementaux. Immédiatement après la fin du modèle Chevrolet Nova en 1979, l’option 9C1 de taille moyenne (à ne pas confondre avec la Chevrolet Impala 9C1 full-size également disponible) pour les véhicules de police a été portée sur la Malibu, comblant ainsi un vide pour les véhicules de police de taille intermédiaire. Une Malibu 9C1 avec un moteur LT-1 de la Camaro Z-28 entraîné par E. Pierce Marshall s'est classé 13e sur 47 au Trophée commémoratif Cannonball Baker Sea-To-Shining-Sea 1979, mieux connu sous le nom de Cannonball Run
Au Mexique, General Motors a produit cette génération dans l'usine de Ramos Arizpe, qui a été vendue pendant trois ans (1979 à 1981). Les versions mexicaines sont disponibles en trois niveaux de finition (Chevelle, Malibu et Malibu Classic) et deux styles de carrosserie (berline et coupé) avec le moteur de base six cylindres en ligne de 4,1 L et le moteur V8 de 5,7 L 264 ch (194 kW) en option; ce moteur était de série sur les modèles Malibu Classic pendant ces trois années. Cela était possible car la réglementation mexicaine sur les émissions restait relativement libre à l'époque.

### Taxi irakien
GM Canada a produit 25 500 berlines Malibu à quatre portes sur commande spéciale du gouvernement irakien de Saddam Hussein en 1981. L'accord aurait valu bien plus de 100 millions de dollars à GMCL. Ces Malibu de commande spéciale transportaient la combinaison inhabituelle du moteur carburé de plus faible puissance de GM, le moteur V6 de 3,8 L de 112 ch (82 kW) couplé à une transmission manuelle à trois vitesses avec un levier de vitesses au sol unique. Toutes les voitures étaient équipées de la climatisation, de systèmes de refroidissement robustes, de platines à cassettes AM/FM, de banquettes avant, d'indicateurs de vitesse à 200 km/h, de garnitures en tweed et vinyle résistantes et de roues en acier estampées de couleur carrosserie de 14 pouces avec de petits enjoliveurs de style "plat pour chien".
Cependant, seulement 13 000 unités sont arrivées en Irak, la majorité des voitures devenant des taxis à Bagdad (une fois que la peinture orange identifiant la cabine a été ajoutée aux ailes avant et arrière)[réf. nécessaire]. Avec le solde restant d'environ 12 500 Malibu supplémentaires restante sur un quai à Halifax ou en attente d'expédition au port d'Oshawa, où elles ont été construites, la commande fut annulée en 1982. Les excuses auraient inclus divers "problèmes de qualité", notamment l'incapacité des conducteurs locaux à changer la transmission manuelle Saginaw capricieuse. Ce problème a finalement été identifié comme étant dû à un problème apparent de relâchement de l'embrayage qui nécessité finalement une modernisation sur place par une équipe de techniciens canadiens envoyés en Irak pour soutenir le tristement célèbre "Rappel dans le désert". Plus tard, la spéculation été que les Irakiens ont en fait été contraints de se retirer pour des raisons financières, en raison de l'intensification des hostilités avec l'Iran nécessitant le détournement immédiat de fonds pour soutenir l'effort de guerre irakien. Ces Malibu furent vendues à l’encan à des prix très réduits. Le président de GM du Canada, Donald Hackworth, a ensuite été cité comme déclarant que GMCL avait l'intention de continuer à essayer de vendre des Malibu à l'étranger sur d'autres marchés du Moyen-Orient ; cependant, finalement, les Malibu «Iraqi Taxi» orphelines ont toutes été vendus au public canadien au prix considérablement réduit d'environ 6 800 $ CAN. Au fil des ans, elles ont acquis un statut discret de «célébrité», parfois appelé familièrement «Iraqibu»",.

### NASCAR
La Malibu était un style de carrosserie largement utilisé dans la compétition NASCAR de 1973 à 1983. La variante Laguna S-3, en particulier, a connu du succès au cours des saisons de course de 1975 à 1977, Cale Yarborough ayant remporté 20 courses au cours de ces années et remporté le championnat NASCAR un an. Parce qu'elle était considéré comme un modèle en édition limitée, la NASCAR l'a déclaré inéligible à la compétition après la saison 1977, même si (étant donné la règle d'éligibilité de trois ans de la NASCAR), elle aurait dû être autorisé à courir jusqu'en 1979. À partir de 1981, le style de carrosserie Malibu réduit était éligible à la course, mais étant donné sa forme carrée, un seul pilote, Dave Marcis, l'a piloté en 1981 et 1982, avec une victoire au Richmond 400 raccourci par la pluie à Richmond en 1982, dernière victoire du pilote indépendant.

### Galerie

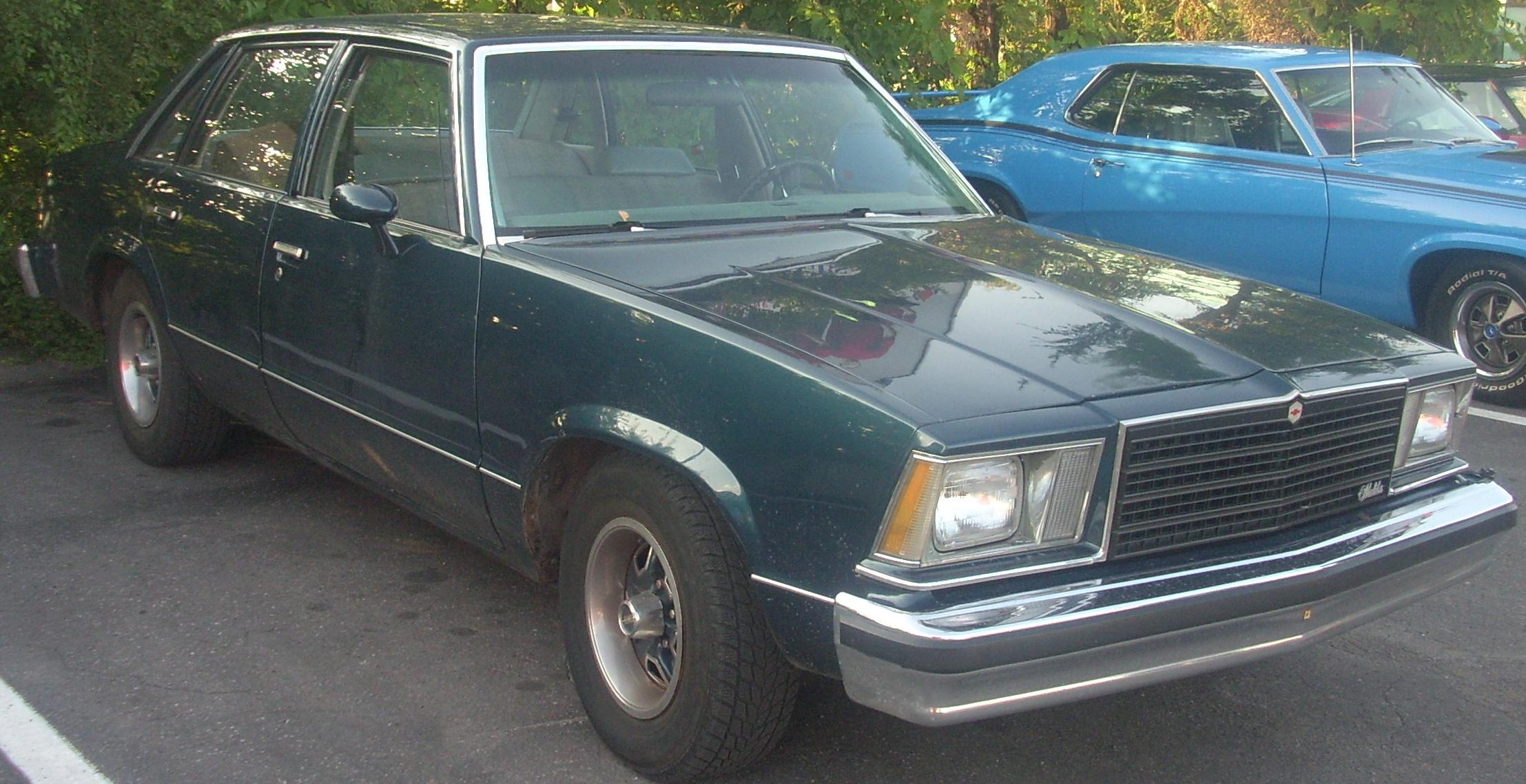
Chevrolet Malibu berline de 1979
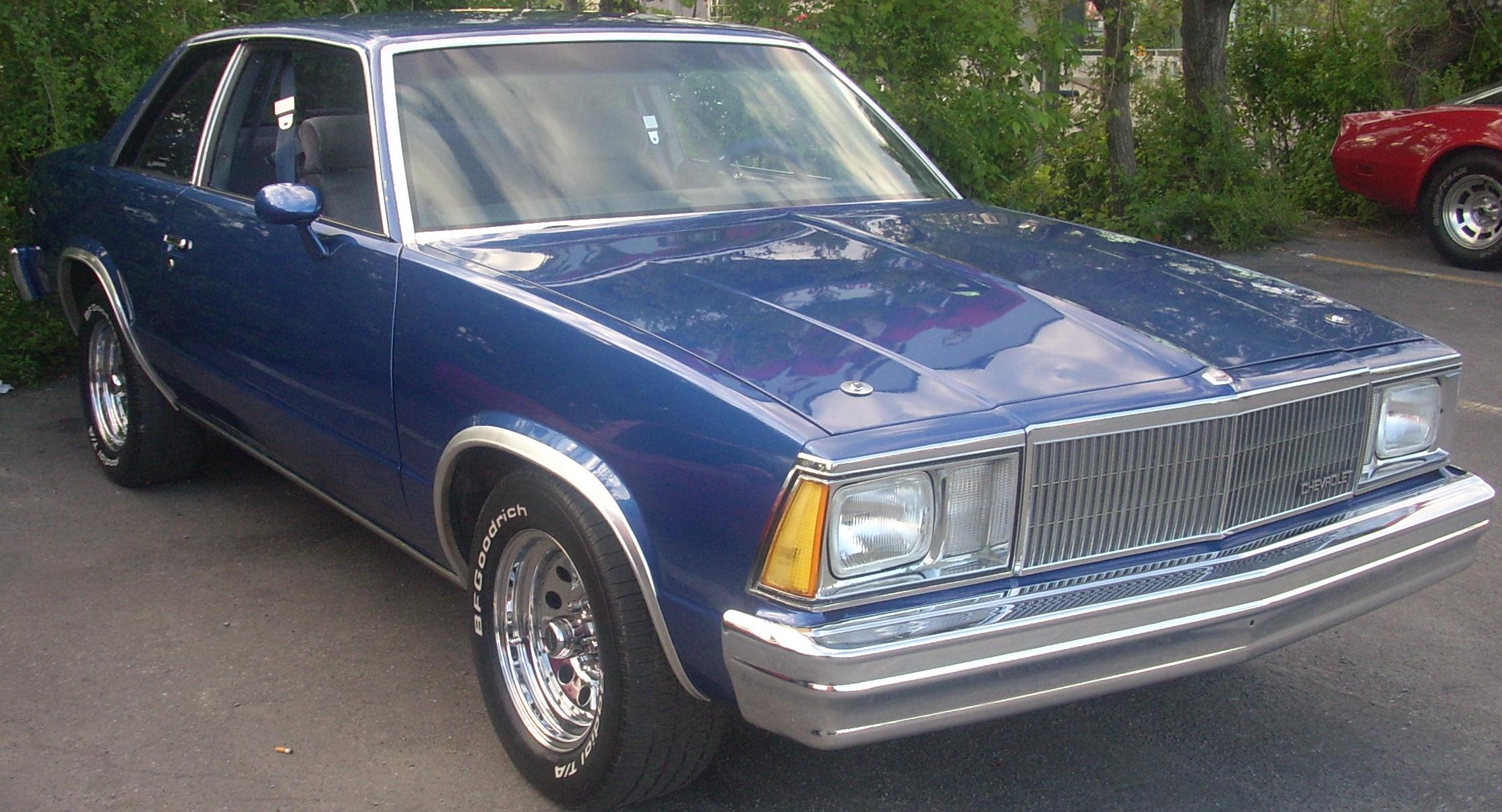
Chevrolet Malibu coupé
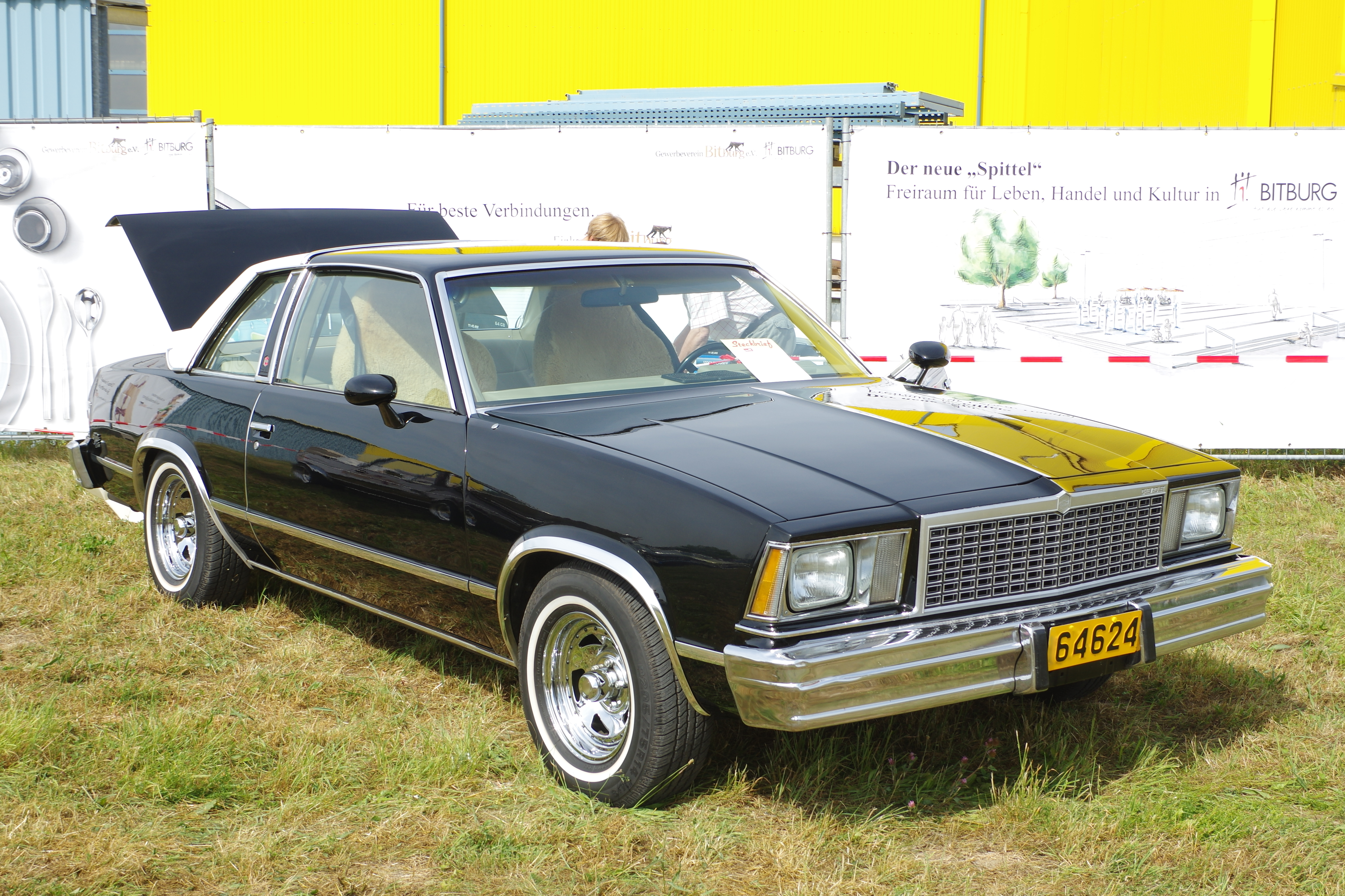
Chevrolet Malibu coupé de 1978
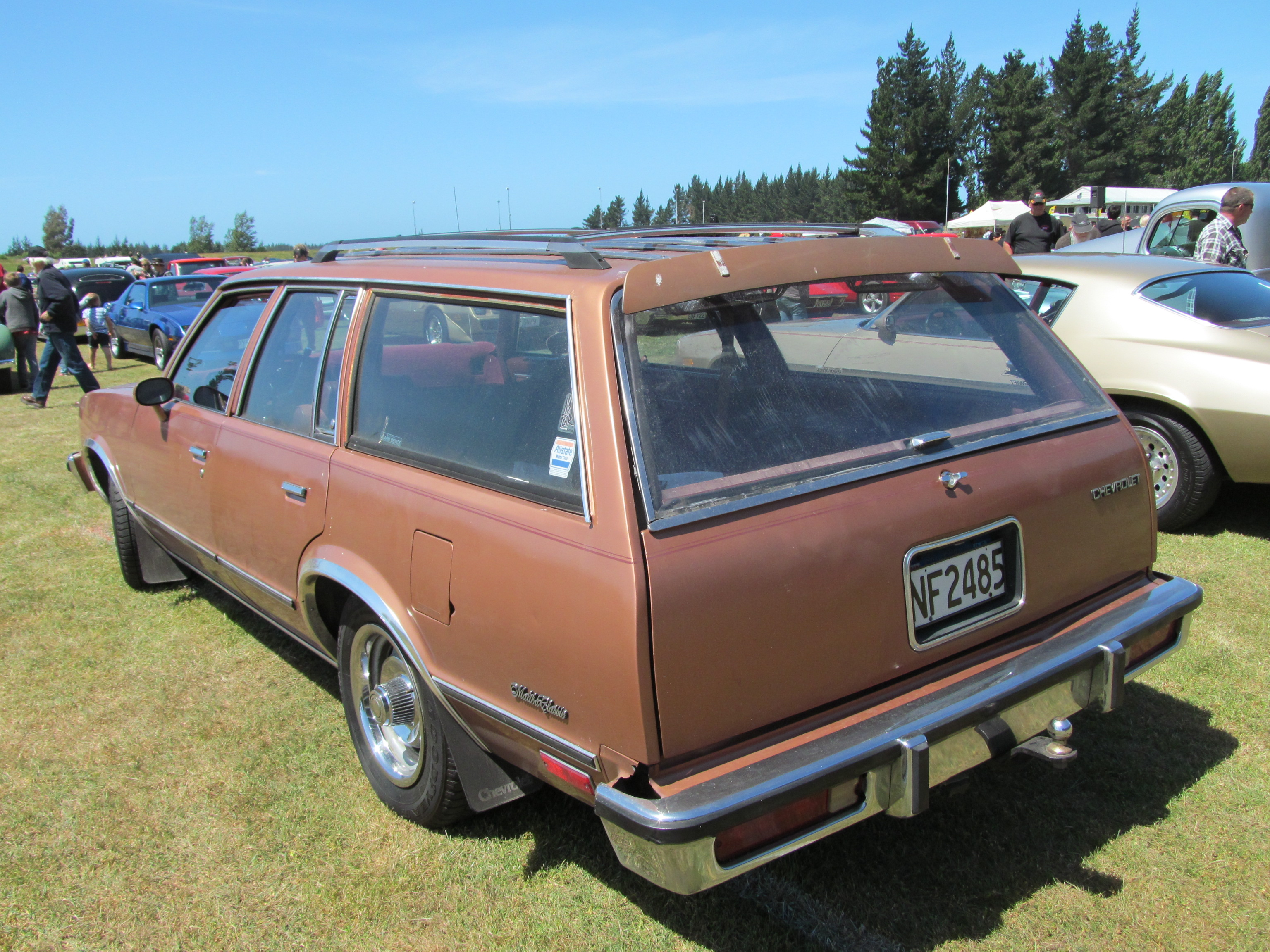
Chevrolet Malibu break de 1982
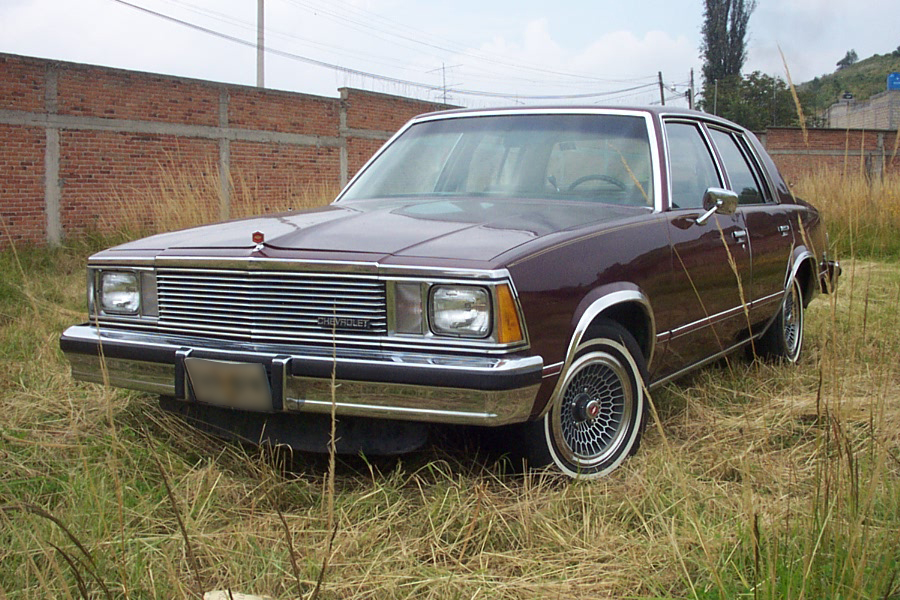
Chevrolet Malibu Classic fabriqué et vendu au Mexique

### Moteurs
Le moteur V6 de base de 3,3 L pour la Chevrolet Malibu de 1978 ne développait que 96 ch (71 kW) avec une mise à niveau optionnelle vers un V6 de 106 ch (78 kW) ou un V8 de 147 ch (108 kW). L'option la plus grande et la plus puissante était le V8 de 167 à 172 ch (123 à 127 kW) de 5,7 L.
Moteurs disponibles par année modèle
- 78 = V6 200 de 96 ch (71 kW), V6 231 (3,8 L) de 106 ch (78 kW), V8 305 de 142 ch (104 kW), V8 350 de 167 ch (123 kW),
- 79 = V6 200 de 96 ch (71 kW), V6 231 (3,8 L) de 117 ch (86 kW), V8 267 de 127 ch (93 kW), V8 305 de 142 ch (104 kW), V8 350 de 167 ch (123 kW),
- 80 = V6 229 de 112 ch (82 kW), V6 231 (3,8 L) de 112 ch (82 kW), V8 267 de 117 ch (86 kW), V8 305 de 142 ch (104 kW), V8 350 de 172 ch (127 kW),
- 81 = V6 229 de 112 ch (82 kW), V6 231 (3,8 L) de 112 ch (82 kW), V8 267 de 117 ch (86 kW), V8 305 de 142 ch (104 kW), V8 350 de 172 ch (127 kW),
- 82 = V6 229 de 112 ch (82 kW), V6 231 (3,8 L) de 112 ch (82 kW), V6 Diesel (4,3 L) de 86 ch (63 kW), V8 305, V8 Diesel 350 de 106 ch (78 kW),
- 83 = V6 229 de 112 ch (82 kW), V6 231 (3,8 L) de 112 ch (82 kW), V6 Diesel (4,3 L) de 86 ch (63 kW), V8 305, V8 Diesel 350 de 106 ch (78 kW),

### Plateforme G
La Malibu 1982 partageait la plate-forme redessinée à propulsion arrière (G-Body) avec d’autres véhicules comme la Pontiac Grand Prix et la Oldsmobile Cutlass. L’année 1982 a été la dernière année de production de la Malibu Classic, par la suite les Malibus étaient des berlines quatre-portes jusqu’en 1983 alors que la Malibu fut remplacée par la Chevrolet Celebrity, un véhicule à traction avant.
De 1978 à 1983, cinq types de moteurs étaient offerts : trois étaient des huit-cylindres et deux étaient des six-cylindres en V soit un de 3 753 cm3 ainsi qu'un autre de 3 785 cm3.

## Cinquième génération (1997-2005)
Une nouvelle Malibu à traction avant fut introduite en 1997 sur une version étendue de la plate-forme N de GM, partagée avec la Pontiac Grand Am, la Buick Skylark, la Oldsmobile Achieva et l’Oldsmobile Alero en tant que concurrente des piliers éternels, la Honda Accord et la Toyota Camry, qui étaient les meilleures ventes sur le marché intermédiaire. GM a supprimé la plate-forme L des Corsica/Beretta pour une nouvelle plate-forme de taille moyenne qui a été introduite à la suite de la suppression progressive de sa plate-forme B (à cette époque, la Chevrolet Lumina était la plus grande voiture). Toutes les Malibu avec la plate-forme N-Body ont été produites à l’usine d’assemblage d'Oklahoma City (après 2003 cette usine fut transformée pour produire les véhicules utilitaires sports GMT360) et à l’usine de Wilmington (après 1999), avant de finalement déménager la production à Lansing, Michigan. L’usine de Wilmington a par la suite produite la série L de Saturn en 1999. La Oldsmobile Cutlass était un clone de la Malibu afin de remplir un vide dans la gamme Oldsmobile jusqu’à l’arrivée de l’Alero. La Malibu 1997 remplaçait la Chevrolet Corsica. Sa puissance venait d’un moteur quatre cylindres de 2,4 litres produisant 150 ch (112 kW) ou d’un moteur V6 de 3,1 litres produisant 155 ch (116 kW). La Malibu a été élue le véhicule de l’année par le magazine américain Motor Trend en 1997; cela a ensuite été critiqué par Car and Driver en 2009, citant que la Malibu ne se distinguait pas suffisamment en matière de performances ou de qualité intérieure pour justifier de tels éloges avec le recul. Les caractéristiques standard comprenaient des freins ABS aux quatre roues, des supports de moteur hydrauliques et la climatisation.
Les Malibu de 1997 à 1999 avaient une grille frontale portant le logo chromé de la Malibu dans le milieu; Les véhicules 2000 à 2003, incluant la Malibu Classic, avaient une enseigne Chevrolet bleue sur la grille avant. Les modèles LS de 1997 à 1999 portaient parfois la couleur or pour les lettres arrière et le logo arrière.
Lorsqu'une nouvelle Malibu a été introduite sur la plate-forme Epsilon pour 2004, la Malibu à carrosserie N a été renommé Chevrolet Classic et est resté en production pour les années modèle de 2004 et 2005, étant limité aux sociétés de location de voitures et aux commandes pour la flotte, la production se terminant en avril 2005.
Le moteur V6 de 3,1 litres a été amélioré en 2000 avec 170 ch et le moteur quatre-cylindres en ligne fut abandonné. Cependant, un 4 cylindres a été réintroduit en 2004 lorsque l'Ecotec 2,2 L a été proposé sur la Classic. Les estimations de consommation de carburant de l'Environmental Protection Agency des États-Unis pour le moteur Ecotec de 2,2 L sont de 11,2 litres aux 100 km -7,6 litres aux 100 km.

### Moteurs
- 1997-2003 LG8 3,1 litres V6, 157 ch (116 kW)
- 1997-1999 LD9 2,4 litres L4, 152 ch (112 kW)

### Malibu Cruiser
Le numéro de février 2002 du magazine HCI: Hot Compact & Imports présentait le concept Chevrolet Malibu Cruiser que GM Performance Division avait construit pour le salon SEMA en 2001. La voiture été peinte en "Sublime Lime" par BASF et comportait un V6 SFI turbocompressé 3500 à 60 degrés hautement développé (produisant 233 ch (172 kW) à 5 000 tr/min et 380 N m de couple à 2 900 tr/mindans des pneus hautes performances Toyo Proxes T1-S. De nombreuses modifications intérieures comprenaient une console centrale personnalisée sur toute la longueur, quatre sièges de course Sparco en cuir noir et un centre de divertissement Kenwood (avec radio, CD, DVD, TV, changeur de 10 disques et de nombreux amplis et haut-parleurs). Les modifications extérieures comprenaient des phares HID personnalisés (feux de croisement et feux de route), des feux arrière de style "Altezza" et un kit carrosserie personnalisé.
Chevrolet a produit la Cruiser en tant que concept, et elle n'a donc jamais été disponible à l'achat. Leur intention était d'attirer des acheteurs plus jeunes vers le modèle de base et de démontrer que des modifications sur le marché secondaire pouvaient être apportées[réf. nécessaire].

## Sixième génération (2004-2008)
Le modèle Malibu s’est vu attribuer la nouvelle plate-forme Epsilon basé sur l'Opel Vectra C de 2002 pour 2004. La Malibu de la plate-forme Epsilon existe en plusieurs modèles et en deux genres, le premier étant la berline Malibu, une berline quatre portes, et la Malibu Maxx, une familiale avec quatre portes. La Malibu Maxx est le premier modèle familial depuis que la fabrication de la Chevrolet Corsica a été arrêtée en 1989,. La Malibu Maxx a un panneau de toit en verre fixe au-dessus des sièges arrière avec un pare-soleil rétractable et un toit ouvrant en verre au-dessus des sièges avant en option et était similaire en exécution ce qu'avait l'Opel Signum, une grande voiture à hayon dérivé de la Vectra C. La Malibu Maxx a comme concurrentes la Dodge Magnum et d’autres modèles familiaux, bien que, depuis, le gain de popularité des véhicules utilitaires sports, ces véhicules sont moins demandés.
Pour les années 2004 et 2005 les Malibu de base étaient équipées du moteur Ecotec de 2,2 litres produisant 147 ch (108 kW). Les modèles LS et LT avaient un moteur V6 de 3,5 litres produisant 203 ch (149 kW). Pour l’année 2006, les modèles de base (LS et LT berline) sont équipés du moteur Ecotec 2,2 L produisant 144 ch, alors que le modèle berline LTZ et les Maxx LT et LTZ sont équipés du moteur V6 3500 de 3,5 litres développant 201 ch. Pour l'année 2007, il y a peu de changements, à l'exception du nouveau moteur 3,5 litres pour les Malibu LT et LTZ. Un démarreur à distance installé en usine était aussi disponible. Les Malibu sont toutes équipées du système Pass-Key III+ qui fait en sorte que seules les clés enregistrées par le véhicule peuvent le faire démarrer.
Cette génération de la Malibu a d'abord fait ses débuts avec un carénage avant doté d'une large calandre divisée horizontalement par une barre chromée proéminente qui parcourait toute la largeur de la voiture, ce qui était destiné à la faire ressembler aux pick-ups de Chevrolet. Cependant, pour 2006, l'avant a été mis à jour avec un style plus conventionnel: la barre chromée a été supprimée et la calandre elle-même a été rendue plus petite, ressemblant à la calandre de la Malibu précédente. Tous les modèles portent maintenant l’emblème GM sur les portes avant, la grille avant a été redessinée, et la barre de métal enlevée.
La Chevrolet Malibu s’est classée première dans la catégorie des voitures intermédiaires d’entrée de gamme dans l’étude de J.D. Power and Associates sur la qualité initiale en 2005.
Alors que la Malibu Maxx a été abandonnée après l'année modèle 2007, ainsi qu'un petit nombre d'options qui sont modifiées (par exemple, le chauffe-moteur n'est plus standard sur la LS au Canada), la berline Malibu est restée en production pour l'année modèle 2008, connue sous le nom de Malibu Classic. Les voitures elles-mêmes portent des badges Malibu, contrairement à la génération précédente de Classic.

### Moteurs
- 2004-2007, Ecotec 2,2 litres L4 (modèles Base, LS et LT en 2006)
- 2004-2006, 3500 3,5 litres LX9 V6 (en option sur le modèle LS, LT et de base sur le LTZ)
- 2006-2007, 3,9 litres LZ9 V6 (modèles SS)
- 2007, 3,5 litres LZ4 V6 (224 ch VVT), remplace l'ancien LX9

Transmission
- 4T45E: 2004-2007, Ecotec 2,2 litres L4, 3,5L V6 LX9 et LZ4
- 4T65E: 2006-2007, 3,9L LZ9 V6 (modèles SS)

### SS
L’année 2006 voit l’introduction de la version Super Sport (SS), tant chez la berline que chez la Maxx, équipée d’un moteur V6 de 3,9 litres développant 243 ch (179 kW) et canalisé par une boîte automatique à quatre vitesses 4T65-E avec changement de vitesse "Tapez", suspension sport avec entretoise de tour à tour, roues en alliage de 18 pouces, émetteur universel à distance, spoiler arrière et direction assistée hydraulique. Les changements pour différencier la SS des finitions inférieures incluent le volant à trois branches gainé de cuir avec badge SS, des sièges sport en tissu et en cuir, des jupes latérales, des échappements à embout chromé et des clips avant et arrière plus agressifs.

## Septième génération (2008-2012)
La Chevrolet Malibu a été redessinée par Bryan Nesbitt, sous la direction du vice-président de GM, Robert Lutz, déterminé à rendre la plaque signalétique compétitive par rapport aux voitures japonaises de taille moyenne et mise en vente en 2007 comme nouveau modèle 2008. Une ingénierie et une conception approfondies sont entrées dans le remodelage. Cette génération de Malibu est disponible dans de nombreux niveaux de finition: la Base (2008 uniquement) (1SB), la LS 1LS (ou 1FL pour les modèles de flotte de 2011 et 2012), la LT 1LT (ou 2FL pour les modèles de flotte de 2011 et 2012), l'Hybrid (2008 et 2009 uniquement) et la LTZ 1LZ. Seul le groupe de finition LTZ de niveau supérieur était équipé de lentilles de feu stop transparentes avec des lumières LED rouges, le reste des groupes de finitions conservant des lentilles rouges avec des ampoules de feu stop conventionnelles.
La septième génération de Malibu est construite sur une version plus longue de la plate-forme utilisée de 2004 à 2007, la plate-forme Epsilon, qui est partagée avec la Pontiac G6, l'Opel Signum et la Saturn Aura. Elle est assemblée à Kansas City, Kansas. Dans l'ensemble, elle est plus longue de 76 mm, avec un empattement plus long de 152 mm. La place à l'intérieur reste de taille moyenne, comme les Malibu précédentes, et a été réduite de 2,9 m3 à 2,8 m3, malgré un empattement plus long, bien que l'espace pour les jambes à l'avant soit passé de 1 064 mm à 1 072 mm. L'espace pour les jambes à l'arrière est passé de 978 mm à 955 mm. Le design intérieur a été révisé, avec une sélection de combinaisons de couleurs bicolores (brique et beige bicolore), un volant télescopique, des matériaux de meilleure qualité et un tableau de bord à double capot. La traînée (Cd) est à 0,33.

### Groupe motopropulseur
La Malibu 2008 est équipée d'un moteur Ecotec de 2,4 litres offrant 164 ch sur les modèles LS, LT et LTZ, tandis qu'un moteur V6 de 3,6 litres développant 252 ch est disponible en option. Les transmissions sont des quatre-vitesses pour les modèles équipés du moteur 4-cylindre, à l'exception du LTZ qui est équipé d'une transmission à six rapports. Tous les moteurs V6 sont équipés d'une transmission à six rapports. La Malibu Maxx ne sera plus disponible avec la nouvelle génération.
Les moteurs quatre cylindres en ligne 2,4 L et V6 3,6 L ont des blocs et des têtes en aluminium, deux cames en tête, quatre soupapes par cylindre, deux arbres d'équilibrage et un calage variable des soupapes. Le V6 de 3,5 L a des têtes en aluminium, un bloc de fer, des soupapes en tête et un calage variable des soupapes limité. Le V6 de 3,5 L été proposé en tant que mise à niveau pour les véhicules de flotte sur commande spéciale, pour remplacer le moteur Ecotec, et n'était généralement pas disponible pour les clients de détail. Le V6 de 3,5 L n'était pas disponible dans la LTZ. Le V6 de 3,5 L avec transmission à quatre vitesses été la seule transmission disponible sur les modèles de 2008, 2009 et 2010 en Israël. À mi-chemin de l'année modèle 2008, le moteur Ecotec de 2,4 L était proposé avec une transmission automatique à six vitesses pour améliorer les performances et l'économie de carburant.
Pour les modèles de 2009, la transmission à six vitesses était accouplée au moteur 4 cylindres de 2,4 L ou le V6 3,5 L de 220 ch (162 kW) accouplé à la boîte automatique à quatre vitesses qui étaient aussi disponibles sur la 1LT; la même transmission est devenue standard sur les modèles 2LT la même année. Les modèles LS étaient équipés de la transmission à quatre vitesses uniquement. Une transmission manuelle n'était pas proposée. Tous les modèles sont des berlines à traction avant. Chevrolet a abandonné le modèle break Malibu MAXX.
À mi-chemin de l'année modèle 2010, les badges GM ont été retirés des portes avant,.
OnStar était inclus sur tous les modèles de Malibu en tant qu'équipement standard (à l'exception des véhicules de flotte, où cette fonctionnalité est facultative). Six airbags étaient également de série sur la septième génération de Malibu; deux sacs avant à deux niveaux, deux rideaux gonflables latéraux protégeant la tête des passagers avant et arrière et deux sacs thoraciques latéraux montés sur les sièges avant. Le contrôle de la traction, le système électronique de surveillance de la pression des pneus, les freins à disque aux quatre roues, les freins antiblocage et les feux de circulation de jour étaient de série comme dispositifs de sécurité inclus sur toutes les Malibu. Le contrôle de stabilité électronique de la marque StabiliTrak de GM était standard sur tous les modèles, y compris le modèle LS de base.
En 2011, la Malibue LS 1LS de base a acquis plus de fonctionnalités standard, comme la technologie Bluetooth avec capacité de lecture audio stéréo, un port USB et iPod/iPhone, un démarrage à distance, une alarme de sécurité, un système OnStar amélioré, un siège conducteur avant électrique, des enjoliveurs chromés, rétroviseurs latéraux de couleur assortie avec réglages électriques et touches de couleur assortie, accentuation de tableau de bord en bois unique, vitres teintées et transmission automatique à six rapports avec surmultiplication et vitesses manuelles. Le modèle LT 1LT a perdu son système audio haut de gamme Bose à huit haut-parleurs. La LT 2LT a reçu un ensemble comprenant un toit ouvrant, des sièges chauffants en cuir et plus de commodité de confort. Pour 2011, la transmission automatique à quatre vitesses a été supprimée de la gamme de groupes motopropulseurs de la Malibu. Cette même année modèle a également vu la suppression des palettes au volant sur les voitures 6AT au profit d'un interrupteur à bascule monté sur sélecteur pour un fonctionnement manuel; aucune raison n'a jamais été donnée pour le changement.
Version hybride
Une hybride douce à démarreur d'alternateur à courroie, avec le quatre cylindres en ligne de la Saturn Aura Green Line, était disponible offrant une économie de carburant accrue de 9,8 litres aux 100 km/7,4 litres aux 100 km, qui pour le modèle de 2009 a été porté à 9,0 litres aux 100 km/6,9 litres aux 100 km. La Malibu hybride a été abandonné pour l'année modèle 2010,.

### Accueil
La Malibu 2008 a reçu des éloges de la presse automobile, le New York Times y faisant référence comme étant "comme une super Accord, mais de GM" et le magazine Car and Driver déclarant "Camry, méfiez-vous." Elle a également reçue des éloges de la part du magazine Motor Trend, étant mieux noté que la Honda Accord et la Nissan Altima dans la compétition Car of the Year 2008 du magazine. Kelley Blue Book l'a nommé le «véhicule le mieux repensé de 2008». Car and Driver a déclaré que même s'il ne suffirait pas "de voler le titre vente face aux éternelles Honda et Toyota failiale", ils ont noté "pour la première fois depuis que Chevrolet a relancé la plaque signalétique légendaire en 1997, elle en a assez de ce dont elle a besoin pour vendre en grand nombre au public, et pas seulement aux flottes de location".
Edmunds.com a salué le style intérieur et extérieur de la Malibu, le silence et l'équilibre entre la conduite et la maniabilité, tout en critiquant les épais piliers C qui obstruent la vue du conducteur, le châssis plus étroit par rapport aux autres voitures de taille moyenne (ce qui réduit les sièges arrière et manque également d'un accoudoir central) et le manque de fonctionnalités telles que le HVAC à deux zones, la compatibilité Bluetooth et l'allumage sans clé.
Alors que Robert Cumberford, critique de design au magazine Automobile, a noté l'intérieur de sa variante de plate-forme, la Saturn Aura, qui présentait des matériaux intérieurs bon marché, il a noté une amélioration dans la Malibu,. Les rédacteurs de diverses revues pour la Malibu de 2008 pensaient que Chevrolet reviendrait sur la voie de la qualité et de l'excitation dans le segment des voitures de taille moyenne après une histoire d'offres ordinaires et fades, telles que la Celebrity, la Corsica, la Lumina et même les deux générations précédentes de Malibu depuis sa renaissance en 1997.
En janvier 2008, la Malibu redessinée a reçu le prix de la voiture nord-américaine de l'année au Salon international de l'auto de l'Amérique du Nord à Détroit par un vote parmi un panel de 50 journalistes automobiles dans un champ de candidatures, les finalistes étant la Cadillac CTS de 2008 et la Honda Accord de 2008. La victoire de la Malibu a marqué la deuxième année consécutive qu'une voiture construite sur la plate-forme Epsilon de GM a remporté le prix COTY nord-américain, le prix COTY nord-américain 2007 ayant été attribué à la Saturn Aura de 2007.
Les premiers résultats de vente ont été positifs, la Malibu rejoignant la Cadillac CTS et la Buick Enclave sur une liste de véhicules de GM dont les ventes ont dépassé leurs attentes. La Malibu redessiné a été vendu à plus de 50% d'unités en plus en 2008 qu'en 2007, augmentant la part de marché de GM de 5,7% à 8,4%, tandis que les pourcentages de Camry et d'Accord sont restés stables à environ 21% et 17,5%, selon GM. Les ventes aux clients de location ont chuté à 27% du total, car GM a limité les ventes aux flottes de location,.
La Malibu hybride éphémère, avec sa sœur, la Saturn Aura Green Line, qui partage le même groupe motopropulseur et d'autres composants majeurs, a été particulièrement critiqué en raison de son manque d'économies de carburant et de son coût (par rapport à une Malibu 4 cylindres standard), ainsi que la dynamique de conduite aggravée de l'hybride,.

### Rappel
Le 21 septembre 2012. General Motors a rappelé 473 841 véhicules impliquant les Chevrolet Malibu, Pontiac G6 et Saturn Aura des années modèles 2007 à 2010 équipés de la transmission automatique à quatre vitesses. Le problème est une condition qui pouvait faire rouler les voitures en mode Parking. Le rappel a touché 426 240 voitures aux États-Unis, 40 029 au Canada et 7 572 sur d'autres marchés,.

## Huitième génération (2013-2016)

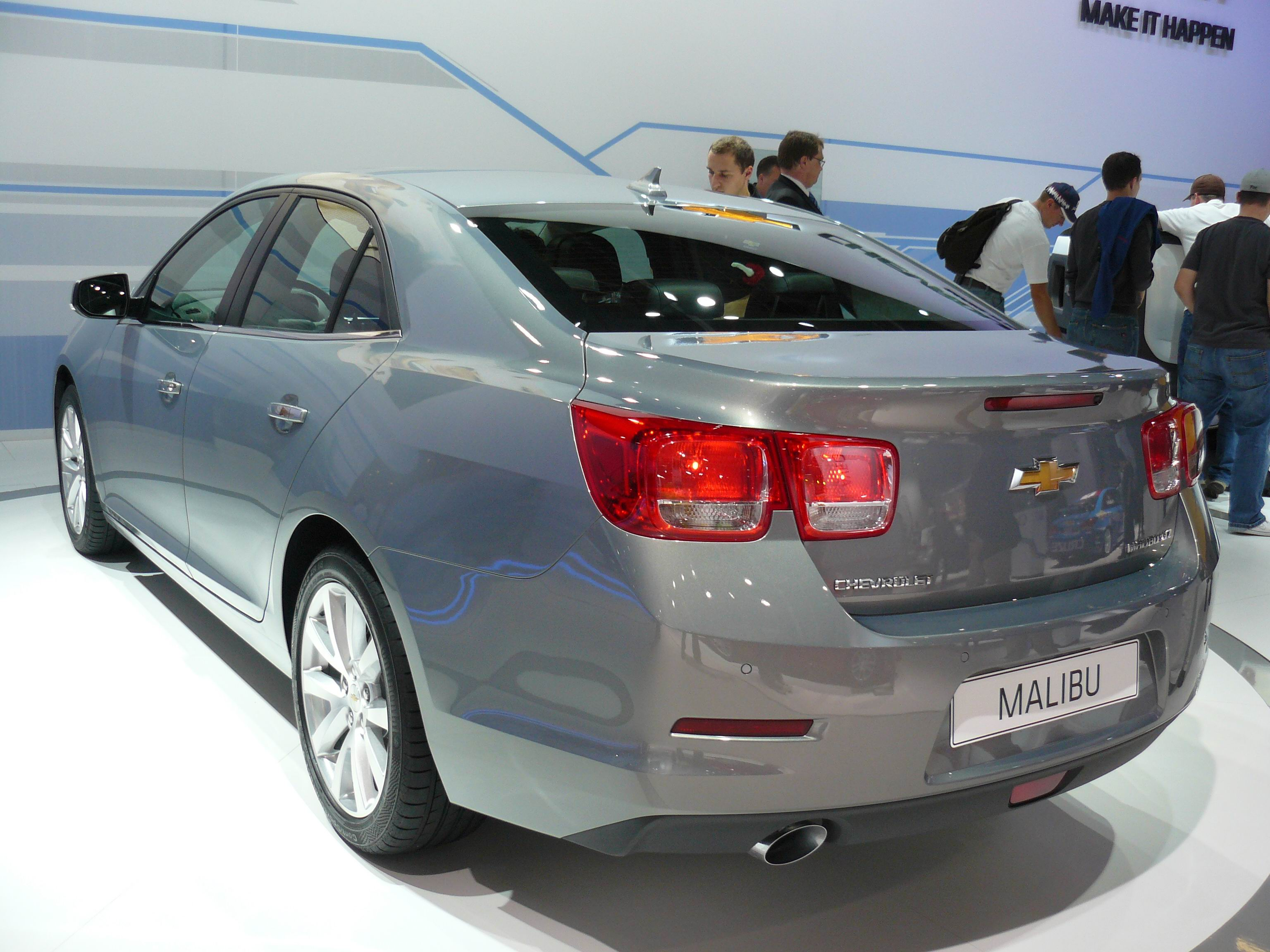
Chevrolet Malibu au Salon de Francfort 2011

La huitième génération de Chevrolet Malibu est commercialisée fin 2011 aux États-Unis et début 2012 en Europe, en France. Là, elle remplace la Chevrolet Epica disparue en 2009. Elle est aussi commercialisée en Océanie comme Holden Malibu.
La Malibu de 2013 est passé à la plate-forme GM Epsilon II et a fait ses débuts en Asie fin 2011, suivi par l'Amérique du Nord en 2012. La nouvelle Malibu est devenu un véhicule mondial, remplaçant les Malibu nord-américaines et les véhicules de GM Korea précédemment vendus dans le monde. La Malibu a été dévoilée en tant que voiture d'exposition simultanément à Auto Shanghai en Chine (écrit "迈 锐 宝", mai-Rui-Bao), et sur Facebook, le 18 avril 2011,. Elle a également été présenté au New York International Auto Show à New York plus tard en avril.
La huitième génération de Malibu était disponible dans les niveaux de finition LS 1LS (non disponible pour les modèles commandés par les flottes), la LT 1LT (c'est le modèle de base pour les modèles commandés par les flottes), la LT 2LT, l'ECO 1SB, l'ECO 2SA, et la LTZ 1LZ. Les deux modèles ECO ont officiellement été mis en vente au printemps 2012, et les modèles à essence seulement à la fin de l'été 2012. Les modèles Turbo ont suivi début 2013.
Tous les modèles, à l'exception de la LS 1LS, étaient équipés d'un grand écran tactile utilisant MyLink de Chevrolet et offrant des capacités de lecture Radio Internet Pandora via un câble USB ou un iPhone 4, 4S ou 5. SiriusXM Travel Link était également inclus sur tous les modèles de Malibu équipés d'un système de navigation.

### Caractéristiques
La huitième génération de Malibu était proposée avec des moteurs à quatre cylindres et des transmissions automatiques à six vitesses. La version européenne est proposée avec un moteur Ecotec de 2,4 L, qui utilise un bloc et une culasse en aluminium et un VCDi Diesel de 1 956 cm3 développant 160 ch (120 kW) (c'était le seul moteur disponible en Italie),. La version du Moyen-Orient était proposée avec le moteur Ecotec de 2,4 litres. Un moteur V6 de 3,0 L développant 264 ch (194 kW) et 290 N m était également disponible sur les versions LTZ. Le marché australien proposait deux versions: CD (Otto 2,4 L) et CDX (Diesel 2,0 L). La version nord-américaine était offerte en 2,5 litres.

### Sécurité
Les dispositifs de sécurité standard de la huitième génération de Malibu comprennent des coussins gonflables avant à deux niveaux pour le conducteur et le passager avant, ainsi que des coussins gonflables latéraux pelviens/thorax et des genoux à l'avant également. Les airbags de rails de toit avec protection anti-retournement sont standards. Également disponibles en option, les coussins gonflables latéraux de tête/thorax de deuxième rangée, le système d'avertissement de sortie de voie avec alerte de collision avant et un système de caméra de recul.

### Marchés
La huitième génération de Malibu été vendue dans "près de 100 pays sur six continents". Aux États-Unis, elle est fabriquée dans deux usines, Fairfax, KS et Detroit-Hamtramck. En Australie et en Nouvelle-Zélande, la Malibu a remplacé l'Holden Epica et a fait ses débuts en 2013 sous le nom de Holden Malibu. Elle était positionnée entre l'Holden Cruze et l'Holden Commodore. En Corée du Sud, la Malibu remplace la Daewoo Tosca, car GM a abandonné la marque Daewoo au profit de Chevrolet. La Corée a été le premier marché à obtenir la Malibu, fin 2011, suivi par la Chine plus tard en 2011 et l'Amérique du Nord à partir du début 2012. La Malibu a fait ses débuts au Moyen-Orient en 2012 en remplacement de la Lumina, basé sur l'Holden Commodore VE. En Europe, la Malibu a remplacé la Chevrolet Epica. La Malibu restylée n'a jamais été vendu en Europe.
En Amérique du Nord, la huitième génération de Malibu a continué à être vendue en 2016 sous le nom de Malibu Limited alors que la génération suivante était en vente. Elle était principalement identique au modèle de 2015, mais ne comportait que la variante de moteur quatre cylindres en ligne de 2013 (LCV au lieu de LKW) avec stop/start automatique.
En Chine, la huitième génération de Malibu continue d'être produite aux côtés de la neuvième génération de Malibu. Elle a reçu un lifting en 2016 pour correspondre au langage de conception actuel de Chevrolet. Un moteur turbo de 1,5 litre a été ajouté à partir de l'année-modèle 2017.

### Accueil
Lors d'un essai comparatif effectué en mars 2012 par Car and Driver, la Chevrolet Malibu Eco hybride «électrification légère» est arrivée en sixième position sur six voitures. L'Eco n'est pas une Malibu LS, LT ou LTZ. La Malibu Eco a été critiqué pour son empattement réduit, entraînant une réduction de 20 mm d'espace pour les jambes des passagers arrière. L'intérieur a également été critiqué pour être décevant et exigu. La conduite, cependant, était douce et silencieuse, le seul problème étant la direction rigide.
La Chevrolet Malibu de 2014 a reçu le score le plus élevé de sa catégorie dans l'Initial Quality Study 2014 de J.D.Power. L'étude IQS «examine les problèmes rencontrés par les propriétaires de véhicules au cours des 90 premiers jours de possession».

### Rafraîchissement
Dix-huit mois après les débuts de la Malibu en 2013, elle a reçu un léger rafraîchissement. Les changements comprenaient une technologie supplémentaire, une économie de carburant améliorée et une partie avant plus sportive qui correspondait plus étroitement à la Chevrolet Traverse actualisée et à la Chevrolet Impala nouvellement redessinée. Chevrolet a également apporté quelques modifications mineures à la console centrale pour offrir un accoudoir plus long et ostensiblement plus confortable, et a remplacé l'ancienne zone de stockage couverte par une paire de porte-gobelets et deux bacs pour téléphone portable. Le modèle chinois a reçu une partie avant rafraîchie avec des phares révisés.
Parmi les technologies que Chevrolet a instauré sur la Malibu de 2014 figurait une nouvelle transmission à six vitesses. Parce que la transmission a été conçue pour réduire l'énergie nécessaire au pompage du liquide de transmission, elle a contribué à économiser du carburant sur la Malibu rafraîchie. De plus, pour la première fois dans un véhicule GM non hybride, un système de démarrage du moteur stop/start est venu de série avec le moteur de 2,5 L. Les estimations de l'économie de carburant de l'EPA ont montré une amélioration à 9,4/6,5 L/100 km (ville/autoroute), contre les 10,7/6,9 du modèle de 2013 pour le moteur de 2,5 L de base. Le Malibu de 2014 était disponible à l'achat fin 2013.

## Neuvième génération (2016-2025)
La neuvième génération de Chevrolet Malibu est présentée fin 2015 et contrairement à la précédente elle n'est pas importée en Europe.

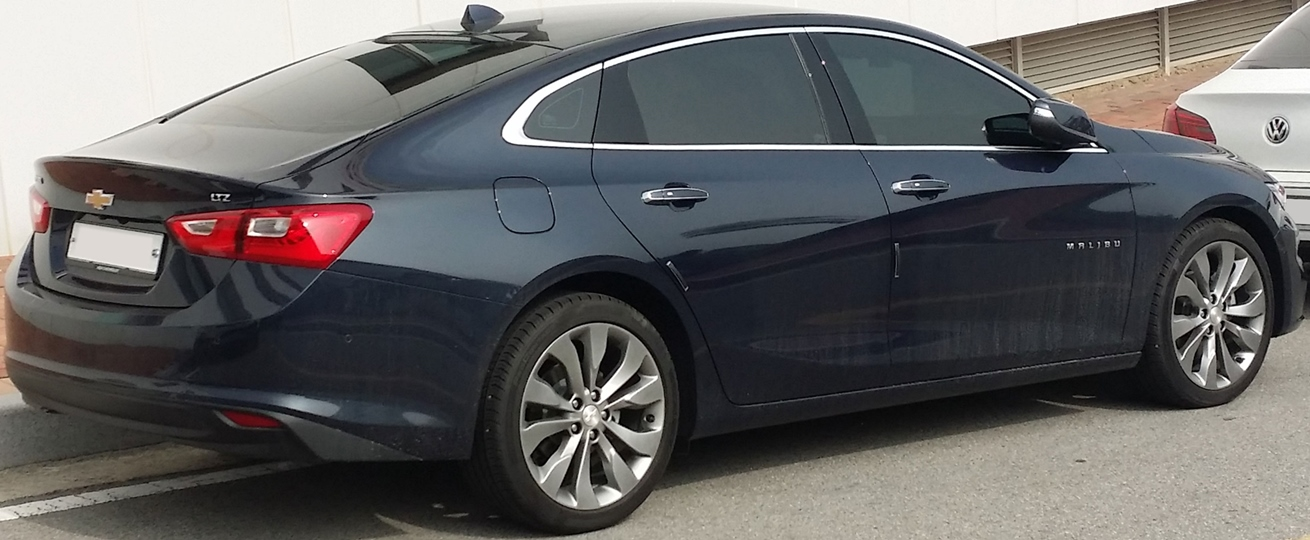
Chevrolet Malibu 2016

Le 1er avril 2015, Chevrolet a dévoilé une Malibu redessinée au Salon de l'auto de New York 2015, qui a été mis en vente fin 2015 en tant que modèle 2016. La Malibu mis à jour présentait un design plus élégant, mais plus grand, similaire à l'Impala full-size. L'empattement a été augmenté de 102 mm, créant plus d'espace intérieur; mais le rendement énergétique est amélioré, car elle est près de 136 kg plus légère que le modèle de huitième génération. La Malibu de 2016 était offerte en quatre versions: L, LS, LT et Premier (en remplacement de la version LTZ).
La Malibu est équipée d'un tout nouveau turbo LFV Ecotec de 1,5 L de série, tandis qu'un moteur turbocompressé de 2,0 L est proposé en option. Aucun six cylindres n'est proposé à partir de maintenant. Parmi les autres nouvelles fonctionnalités de la neuvième génération de Malibu introduites pour l'année modèle 2016, citons la connectivité embarquée OnStar 4G LTE, ainsi que la recharge sans fil pour téléphone, les technologies de sécurité préventives, dont dix airbags standard avec système d'évitement de collision avant, alertes de circulation transversale arrière et aide au stationnement automatique en option. Elle comprend une alerte de collision avant avec indicateur de distance de suivi, un régulateur de vitesse adaptatif avec freinage automatique avant et une alerte de piéton avant avec freinage automatique de dernière seconde. Elle est également installée avec un démarrage start-stop une fois que le moteur est à la température de fonctionnement et que le frein est appliqué alors que le véhicule est arrêté.
La Malibu de 2016 présente une première pour l'industrie automobile, une fonction de pilote pour adolescents, qui permet aux parents de consulter les statistiques de conduite de leurs enfants, telles que la vitesse maximale, les alertes et plus encore. Pour conduire le véhicule, un parent active la fonction avec un code PIN dans le menu des paramètres du système MyLink de la Malibu, ce qui leur permet d'enregistrer la clé de leur adolescent. Les paramètres du système sont activés uniquement pour les clés enregistrés. Cette technologie coupe également la radio jusqu'à ce que les ceintures de sécurité soient bouclées. La Malibu de 2016 est équipé des fonctionnalités Apple CarPlay et Android Auto Capability. Cependant, une seule de ces marques de téléphone peut être utilisée à la fois,.
À quelques mois de l'arrivée du modèle de 2016 chez les concessionnaires, Chevrolet a annoncé que la Malibu avait franchi une étape importante, avec plus de 10 millions de ventes dans le monde depuis l'introduction de la voiture 51 ans plus tôt. La Chine et la Corée du Sud sont actuellement les deux seuls pays en dehors de l'Amérique du Nord où la Malibu de 2016 est vendue.

### Version hybride
La neuvième génération de Malibu propose pour la première fois un modèle hybride complet, comprenant un moteur quatre cylindres de 1,8 L couplé à une unité d'entraînement à deux moteurs et une boîte-pont automatique à commande continue à variation électronique, fournissant une puissance supplémentaire pour aider le moteur pendant l'accélération pour 185 ch (136 kW) de puissance totale du système. Un système de récupération de chaleur des gaz d'échappement permet au moteur et à l'habitacle de se réchauffer pendant les conditions hivernales, tandis qu'une batterie lithium-ion de 80 cellules de 1,5 kWh fournit de l'énergie électrique au système hybride, alimentant la Malibu Hybrid jusqu'à 89 km/h sur l'électricité uniquement, tandis que le moteur à essence démarre automatiquement à des vitesses et des charges plus élevées pour fournir une puissance supplémentaire. La Malibu hybride utilise une transmission (« unité d'entraînement à deux moteurs » en termes GM) similaire à la Chevrolet Volt de deuxième génération, mais une batterie beaucoup plus petite, aucune option de branchement et un moteur différent.
Le tableau suivant compare l'économie de carburant pour toutes les variantes de la Malibu de l'année modèle 2016.
La version hybride sera abandonnée en 2020 en raison de la baisse des ventes, laissant Chevrolet sans voitures hybrides dans sa gamme nord-américaine, uniquement des versions essence. Leur offre électrique, la Bolt, est toujours en vente.
| Variante                                                   | Modèle année | Économie de carburant | Économie de carburant  | Économie de carburant | Coût pour conduire 40 km | Coût annuel en carburant |
| Variante                                                   | Modèle année | Combiné               | Ville                  | Autoroute             | Coût pour conduire 40 km | Coût annuel en carburant |
| ---------------------------------------------------------- | ------------ | --------------------- | ---------------------- | --------------------- | ------------------------ | ------------------------ |
| Malibu Hybrid 1.8 L, 4 cyl, Automatique                    | 2016         | 5,1 litres aux 100 km | 5,0 litres aux 100 km  | 5,1 litres aux 100 km | US$1,44                  | US$850                   |
| Malibu essence 1.5 L, 4 cyl, Automatique 6 vitesses, Turbo | 2016         | 7,8 litres aux 100 km | 8,7 litres aux 100 km  | 6,5 litres aux 100 km | US$2,21                  | US$1 300                 |
| Malibu essence 2.0 L, 4 cyl, Automatique (S8), Turbo       | 2016         | 9,0 litres aux 100 km | 10,7 litres aux 100 km | 7,4 litres aux 100 km | US$2,55                  | US$1 550                 |
| 1.                                                         |              |                       |                        |                       |                          |                          |

### Rafraîchissement de mi-cycle 2019
Chevrolet a mis à jour la Malibu en 2018 pour l'année modèle 2019. Une nouvelle calandre avant plus grande, divisée par une barre chromée avec le logo Chevrolet, domine l'avant, tandis que le changement arrière est moins important. La finition Premier ajoute des phares à LED tandis que les finitions L/LS/RS/LT/Hybrid maintiennent les phares halogènes. Une nouvelle ligne de finition RS est ajoutée pour une apparence plus sportive, avec une calandre noire, des roues uniques de 18 pouces et un double échappement. L'écran tactile est remplacé par le Chevrolet Infotainment 3 de 20 cm dans les versions L/LS/RS/LT et le Chevrolet Infortainment 3 Plus avec écran HD dans les versions Hybrid et Premier. Des sièges chauffants de deuxième rangée sont ajoutés à la finition Premier. Le moteur standard de 1,5 L est maintenant associé à une CVT au lieu de la transmission automatique à 6 vitesses. Les caractéristiques de sécurité ont également été améliorées pour la Malibu de 2019, notamment le freinage automatique à basse vitesse en marche avant, les phares assistés à feux de route IntelliBeam et un système de stationnement semi-automatisé.

## Ventes annuelles
| Année civile | États-Unis | Chine   | Corée du Sud |
| ------------ | ---------- | ------- | ------------ |
| 2000         | 207 376    | NC      | NC           |
| 2001         | 176 583    | NC      | NC           |
| 2002         | 169 000    | NC      | NC           |
| 2003         | 122 771    | NC      | NC           |
| 2004         | 179 806    | NC      | NC           |
| 2005         | 203 503    | NC      | NC           |
| 2006         | 163 853    | NC      | NC           |
| 2007         | 128 312    | NC      | NC           |
| 2008         | 178 253    | NC      | NC           |
| 2009         | 161 568    | NC      | NC           |
| 2010         | 198 770    | NC      | NC           |
| 2011         | 204 808    | NC      | NC           |
| 2012         | 210 952    | 051 926 |              |
| 2013         | 200 594    | 100 141 |              |
| 2014         | 188 519    | 125 547 |              |
| 2015         | 194 854    | 080 222 |              |
| 2016         | 227 881    | 085 180 |              |
| 2017         | 185 857    | 124 188 | 033 325      |
| 2018         | 144 542    | 129 458 | 017 052      |
| 2019         | 131 917    |         | 012 210      |